# Sportpaleis (Tbilisi)
Het Sportpaleis van Tbilisi is een multifunctioneel sportstadion, gelegen in Tbilisi, Georgië. Het is de grootste indoor arena van Georgië.

## Geschiedenis
Het Sportpaleis werd in 1961 gebouwd en doet voornamelijk dienst als thuishaven van basketbalclubs BC Dinamo Tbilisi en BC Vita Tbilisi. De arena werd in 2007 volledig gerenoveerd. Voor concerten biedt het plaats aan 11.000 toeschouwers, voor basketbalwedstrijden is er plek voor 9.700 kijkers. De arena werd in 2017 gekozen als locatie voor het Junior Eurovisiesongfestival. De locatie werd enkele maanden voor het evenement verplaatst naar het kleiner Olympisch Paleis.